# 战国小兵
《战国小兵》，是《大兵小将》的電視版，2013年在中国大陆播出的古装剧，导演吴耀权、谭友业、马华干，主演小沈阳、唐曾、徐璐、姚笛、白百何、汤镇业、梁大维、麦迪娜、邓紫衣。2013年6月29日上海电视剧频道首播。

## 剧情
该剧讲述战国时期，卫国和梁国的一次战争中，卫国太子“虒”被梁国士兵“田壮”俘虏，同时太子被文公子与南夫人、荆武追杀，二人亡命之旅途中，遇到了“澧虞”，三人结伴而行，原本对立的二人结成了生死之交。

## 演出
- 小沈阳 出演 田壮
- 唐曾 出演 太子堯
- 徐璐 出演 澧虞
- 姚笛 出演 楼凡艳
- 白百何 出演 纱曼
- 汤镇业 出演 安乐侯
- 万妮恩 出演 凌夫人
- 梁大维 出演 云公子
- 王永强 出演 傲虎
- 麦迪娜 出演 公主玥
- 邓紫衣 出演 素梅